# Países na cerimônia de abertura dos Jogos Paralímpicos de Verão de 2016
Durante a cerimônia de abertura dos Jogos Paralímpicos de Verão de 2016, atletas de todas as nações participantes desfilaram pelo Estádio do Maracanã na chamada Parada das Nações. Como é tradicional nos Jogos Paralímpicos, cada nação foi liderada por um atleta ou dirigente que é o encarregado de ser o porta-bandeira durante o desfile. É considerado uma grande honra carregar a bandeira do país durante a parada das nações.

## Ordem da parada
Conforme o protocolo paralímpico, as delegações desfilaram em ordem alfabética segundo a língua oficial do país-sede, nesse caso a Língua portuguesa. A primeira delegação a entrar no Maracanã foram os Atletas Paralímpicos Independentes e por último, a delegação do país-sede, que nesta edição foi o Brasil.
Um total de 160 delegações desfilaram.

## Países e porta-bandeiras
A seguinte tabela é uma lista de todos os países que desfilam com seus respectivos porta-bandeiras, classificado na ordem em que apareceram no desfile.
| Ordem | Nação                                         | Nome em português                       | Porta-bandeira             | Desporto                        |
| ----- | --------------------------------------------- | --------------------------------------- | -------------------------- | ------------------------------- |
| 1     | Atletas Paralímpicos Individuais (IPA)        | Atletas Paralímpicos Individuais        | Ibrahim Al Hussein         | Natação                         |
| 2     | Afeganistão (AFG)                             | Afeganistão                             | Naiem Durani               | Atletismo                       |
| 3     | África do Sul (RSA)                           | África do Sul                           | Ntombizanele Situ          | Atletismo                       |
| 4     | Alemanha (GER)                                | Alemanha                                | Markus Rehm                | Atletismo                       |
| 5     | Angola (ANG)                                  | Angola                                  | Esperanca Gicasso          | Atletismo                       |
| 6     | Arábia Saudita (KSA)                          | Arábia Saudita                          | Asaad Sharaheli            | Atletismo                       |
| 7     | Argélia (ALG)                                 | Argélia                                 | Madjid Djemai              | Atletismo                       |
| 8     | Argentina (ARG)                               | Argentina                               | Gustavo Fernandez          | Tênis em cadeira de rodas       |
| 9     | Armênia (ARM)                                 | Armênia                                 | Greta Vardanyan            | Levantamento de peso            |
| 10    | Aruba (ARU)                                   | Aruba                                   | Jesus David Acevedo        | Natação                         |
| 11    | Austrália (AUS)                               | Austrália                               | Bradley Ness               | Basquetebol em cadeira de rodas |
| 12    | Áustria (AUT)                                 | Áustria                                 | Wolfgang Eibeck            | Ciclismo                        |
| 13    | Azerbaijão (AZE)                              | Azerbaijão                              | Ilham Zakiyev              | Judô                            |
| 14    | Bahrein (BRN)                                 | Bareine                                 | Fatema Nedham              | Atletismo                       |
| 15    | Belarus (BLR)                                 | Belarus                                 | Aliaksandr Tryputs         | Atletismo                       |
| 16    | Bélgica (BEL)                                 | Bélgica                                 | Sven Decaesstecker         | Natação                         |
| 17    | Benim (BEN)                                   | Benim                                   | Cosme Akpovi               | Atletismo                       |
| 18    | Bermudas (BER)                                | Bermuda                                 | Jessica Cooper Lewis       | Atletismo                       |
| 19    | Bósnia e Herzegovina (BIH)                    | Bósnia e Herzegovina                    | Dzenita Klico              | Atletismo                       |
| 20    | Botsuana (BOT)                                | Botsuana                                | Keatlaretse Mabote         | Atletismo                       |
| 21    | Bulgária (BUL)                                | Bulgária                                | Ivanka Koleva              | Atletismo                       |
| 22    | Burquina Fasso (BUR)                          | Burkina Faso                            | Jacques Ouedraogo          | Atletismo                       |
| 23    | Burundi (BDI)                                 | Burundi                                 | Remy Nikobimeze            | Atletismo                       |
| 24    | Cabo Verde (CPV)                              | Cabo Verde                              | Marcio Fernandes           | Atletismo                       |
| 25    | Camarões (CMR)                                | Camarões                                | Christian Gobe             | Atletismo                       |
| 26    | Camboja (CAM)                                 | Camboja                                 | Vun Van                    | Atletismo                       |
| 27    | Canadá (CAN)                                  | Canadá                                  | David Eng                  | Basquetebol em cadeira de rodas |
| 28    | Catar (QAT)                                   | Catar                                   | Mohammed Rashid Al-Kubaisi | Atletismo                       |
| 29    | Cazaquistão (KAZ)                             | Cazaquistão                             | Anuar Akhmetov             | Natação                         |
| 30    | República Centro-Africana (CAF)               | República Centro-Africana               | Roddy-Mickael Mokolongo    | Atletismo                       |
| 31    | Chile (CHI)                                   | Chile                                   | Juan Carlos Garrido        | Levantamento de peso            |
| 32    | República Popular da China (CHN)              | República Popular da China              | Rong Jing                  | Esgrima em cadeira de rodas     |
| 33    | Chipre (CYP)                                  | Chipre                                  | Karolina Pelendritou       | Natação                         |
| 34    | Colômbia (COL)                                | Colômbia                                | Nelson Crispin Corzo       | Natação                         |
| 35    | Congo (CGO)                                   | Rep. Congo                              | Bardy Chris Bouesso        | Atletismo                       |
| 36    | República Democrática do Congo (COD)          | República Democrática do Congo          | Rosette Luyina Kiese       | Atletismo                       |
| 37    | República da Coreia (KOR)                     | República da Coreia                     | Lee Ha-gel                 | Tênis em cadeira de rodas       |
| 38    | Costa do Marfim (CIV)                         | Costa do Marfim                         | Alidou Diamoutene          | Levantamento de peso            |
| 39    | Costa Rica (CRC)                              | Costa Rica                              | Leonel Solis               | Ciclismo                        |
| 40    | Croácia (CRO)                                 | Croácia                                 | Branimir Budetić           | Atletismo                       |
| 41    | Cuba (CUB)                                    | Cuba                                    | Dalidaivis Rodriguez       | Judô                            |
| 42    | Dinamarca (DEN)                               | Dinamarca                               | Annika Lykke Dalskov Risum | Hipismo                         |
| 43    | República Dominicana (DOM)                    | República Dominicana                    | Jose Frank Rodriguez       | Ciclismo                        |
| 44    | Egito (EGY)                                   | Egito                                   | Metwaly Mathna             | Levantamento de peso            |
| 45    | El Salvador (ESA)                             | El Salvador                             | Herbert Aceituno           | Levantamento de peso            |
| 46    | Emirados Árabes Unidos (UAE)                  | Emirados Árabes Unidos                  | Mohamed Al-Hammadi         | Atletismo                       |
| 47    | Equador (ECU)                                 | Equador                                 | Poleth Isamar Sanchez      | Atletismo                       |
| 48    | Eslováquia (SVK)                              | Eslováquia                              | Jan Riapos                 | Tênis de mesa                   |
| 49    | Eslovênia (SLO)                               | Eslovênia                               | Gorazd Francek Tirsek      | Tiro                            |
| 50    | Espanha (ESP)                                 | Espanha                                 | José Manuel Ruiz Reyes     | Tênis de mesa                   |
| 51    | Estados Unidos da América (USA)               | Estados Unidos da América               | Allison Jones              | Ciclismo                        |
| 52    | Estônia (EST)                                 | Estônia                                 | Sirly Tiik                 | Atletismo                       |
| 53    | Etiópia (ETH)                                 | Etiópia                                 | Tamiru Demisse             | Atletismo                       |
| 54    | Ex-República Iugoslava da Macedônia (MKD)     | Ex-República Iugoslava da Macedônia     | Olivera Nakovska-Bikova    | Tiro                            |
| 55    | Ilhas Faroé (FRO)                             | Ilhas Feroé                             | Krista Mørkøre             | Natação                         |
| 56    | Fiji (FIJ)                                    | Fiji                                    | Merewalesi Roden           | Tênis de mesa                   |
| 57    | Filipinas (PHI)                               | Filipinas                               | Josephine Medina           | Tênis de mesa                   |
| 58    | Finlândia (FIN)                               | Finlândia                               | Katja Karjalainen          | Hipismo                         |
| 59    | França (FRA)                                  | França                                  | Michaël Jeremiasz          | Tênis em cadeira de rodas       |
| 60    | Gabão (GAB)                                   | Gabão                                   | Edmond Ngombi              | Atletismo                       |
| 61    | Gambia (GAM)                                  | Gâmbia                                  | Jarju Demba                | Atletismo                       |
| 62    | Gana (GHA)                                    | Gana                                    | Yusif Amadu                | Atletismo                       |
| 63    | Geórgia (GEO)                                 | Geórgia                                 | Zviad Gogotchuri           | Judô                            |
| 64    | Grã-Bretanha (GBR)                            | Grã-Bretanha                            | Lee Pearson                | Hipismo                         |
| 65    | Grécia (GRE)                                  | Grécia                                  | Grigorios Polychronidis    | Bocha                           |
| 66    | Guatemala (GUA)                               | Guatemala                               | Oscar Raxon Siquiej        | Atletismo                       |
| 67    | Guiné (GUI)                                   | Guiné                                   | Mohamed Sanoussy Camara    | Atletismo                       |
| 68    | Guiné-Bissau (GBS)                            | Guiné-Bissau                            | Cesar Lopes Cardoso        | Atletismo                       |
| 69    | Haiti (HAI)                                   | Haiti                                   | Jean Indris Santerre       | Atletismo                       |
| 70    | Honduras (HON)                                | Honduras                                | Emmanuel Diaz              | Natação                         |
| 71    | Hong Kong, China (HKG)                        | Hong Kong, China                        | Yu Chui Yee                | Esgrima em cadeira de rodas     |
| 72    | Hungria (HUN)                                 | Hungria                                 | Gitta Raczko               | Natação                         |
| 73    | Índia (IND)                                   | Índia                                   | Devendra Jhajharia         | Atletismo                       |
| 74    | Indonésia (INA)                               | Indonésia                               | Agus Ngaimin               | Natação                         |
| 75    | República Islâmica do Irã (IRI)               | República Islâmica do Irã               | Eshrat Kordestani          | Voleibol sentado                |
| 76    | Iraque (IRQ)                                  | Iraque                                  | Rasool Mohsin              | Levantamento de peso            |
| 77    | Irlanda (IRL)                                 | Irlanda                                 | John Twomey                | Vela                            |
| 78    | Islândia (ISL)                                | Islândia                                | Jon Margeir Sverrisson     | Natação                         |
| 79    | Israel (ISR)                                  | Israel                                  | Shraga Weinberg            | Tênis em cadeira de rodas       |
| 80    | Itália (ITA)                                  | Itália                                  | Martina Caironi            | Atletismo                       |
| 81    | Jamaica (JAM)                                 | Jamaica                                 | Shane Hudson               | Atletismo                       |
| 82    | Japão (JPN)                                   | Japão                                   | Yui Kamiji                 | Tênis em cadeira de rodas       |
| 83    | Jordânia (JOR)                                | Jordânia                                | Khetam Abuawad             | Tênis de mesa                   |
| 84    | Kuwait (KUW)                                  | Kuwait                                  | Hamad Aladwani             | Atletismo                       |
| 85    | República Popular Democrática do Laos (LAO)   | República Popular Democrática do Laos   | Pia                        | Levantamento de peso            |
| 86    | Lesoto (LES)                                  | Lesoto                                  | Litsitso Khotlele          | Atletismo                       |
| 87    | Letônia (LAT)                                 | Letônia                                 | Diana Dadzite              | Atletismo                       |
| 88    | Líbia (LBA)                                   | Líbia                                   | Ghazalah Alaqouri          | Levantamento de peso            |
| 89    | Lituânia (LTU)                                | Lituânia                                | Edgaras Matakas            | Natação                         |
| 90    | Luxemburgo (LUX)                              | Luxemburgo                              | Joel Wagener               | Ciclismo                        |
| 91    | Macau, China (MAC)                            | Macau, China                            | Chen Yu Chia               | Natação                         |
| 92    | Madagascar (MAD)                              | Madagascar                              | Revelinot Raherinandrasana | Atletismo                       |
| 93    | Malásia (MAS)                                 | Malásia                                 | Abdul Latif Romly          | Atletismo                       |
| 94    | Malawi (MAW)                                  | Maláui                                  | Taonere Banda              | Atletismo                       |
| 95    | Mali (MLI)                                    | Mali                                    | Oumar Sidibe               | Atletismo                       |
| 96    | Malta (MLT)                                   | Malta                                   | Vladyslava Kravchenko      | Natação                         |
| 97    | Marrocos (MAR)                                | Marrocos                                | Azeddine Nouiri            | Atletismo                       |
| 98    | Maurício (MRI)                                | Maurício                                | Scody Victor               | Natação                         |
| 99    | México (MEX)                                  | México                                  | Nely Miranda               | Atletismo                       |
| 100   | Moçambique (MOZ)                              | Moçambique                              | Edmilsa Governo            | Atletismo                       |
| 101   | República da Moldova (MDA)                    | República da Moldova                    | Larisa Marinenkova         | Levantamento de peso            |
| 102   | Mongólia (MGL)                                | Mongólia                                | Dambadondogiin Baatarjav   | Tiro com arco                   |
| 103   | Montenegro (MNE)                              | Montenegro                              | Ilija Tadić                | Natação                         |
| 104   | Mianmar (MYA)                                 | Myanmar                                 | Aung Myint Myat            | Natação                         |
| 105   | Namíbia (NAM)                                 | Namíbia                                 | Johanna Benson             | Atletismo                       |
| 106   | Nepal (NEP)                                   | Nepal                                   | Bikram Rana                | Atletismo                       |
| 107   | Nicarágua (NCA)                               | Nicarágua                               | Gabriel de Jesus Holmann   | Atletismo                       |
| 108   | Níger (NIG)                                   | Níger                                   | Ibrahim Dayabou            | Atletismo                       |
| 109   | Nigéria (NGR)                                 | Nigéria                                 | Lucy Ejike                 | Levantamento de peso            |
| 110   | Noruega (NOR)                                 | Noruega                                 | Bjornar Erikstad           | Vela                            |
| 111   | Nova Zelândia (NZL)                           | Nova Zelândia                           | Holly Robinson             | Atletismo                       |
| 112   | Omã (OMA)                                     | Omã                                     | Raya Al'abri               | Atletismo                       |
| 113   | Países Baixos (NED)                           | Países Baixos                           | Marlou van Rhijn           | Atletismo                       |
| 114   | Palestina (PLE)                               | Palestina                               | Husam Azzam                | Atletismo                       |
| 115   | Panamá (PAN)                                  | Panamá                                  | Francisco Cedeno Almengor  | Atletismo                       |
| 116   | Papua-Nova Guiné (PNG)                        | Papua Nova Guiné                        | Joyleen Jeffrey            | Atletismo                       |
| 117   | Paquistão (PAK)                               | Paquistão                               | Haider Ali                 | Atletismo                       |
| 118   | Peru (PER)                                    | Peru                                    | Israel Hilario Rimas       | Ciclismo                        |
| 119   | Polônia (POL)                                 | Polônia                                 | Rafał Wilk                 | Ciclismo                        |
| 120   | Porto Rico (PUR)                              | Porto Rico                              | Paola Alexandra Sanchez    | Natação                         |
| 121   | Portugal (POR)                                | Portugal                                | José Carlos Macedo         | Bocha                           |
| 122   | Quênia (KEN)                                  | Quênia                                  | Henry Kirwa                | Atletismo                       |
| 123   | Quirguistão (KGZ)                             | Quirguistão                             | Zhyrgalbek Orosbaev        | Levantamento de peso            |
| 124   | República Popular Democrática da Coreia (PRK) | República Popular Democrática da Coreia | Song Kum-jong              | Atletismo                       |
| 125   | Romênia (ROU)                                 | Romênia                                 | Carol-Eduard Novak         | Ciclismo                        |
| 126   | Ruanda (RWA)                                  | Ruanda                                  | Hermas Muvunyi             | Atletismo                       |
| 127   | Samoa (SAM)                                   | Samoa                                   | Maggie Aiono               | Atletismo                       |
| 128   | São Tomé e Príncipe (STP)                     | São Tomé e Príncipe                     | Alex Anjos                 | Atletismo                       |
| 129   | Seicheles (SEY)                               | Seicheles                               | Cyril Charles              | Atletismo                       |
| 130   | Senegal (SEN)                                 | Senegal                                 | Youssoupha Diouf           | Atletismo                       |
| 131   | Serra Leoa (SLE)                              | Serra Leoa                              | George Wyndham             | Tênis de mesa                   |
| 132   | Sérvia (SRB)                                  | Sérvia                                  | Borislava Perić-Ranković   | Tênis de mesa                   |
| 133   | Singapura (SIN)                               | Singapura                               | Yip Pin Xiu                | Natação                         |
| 134   | República Árabe da Síria (SYR)                | República Árabe da Síria                | Mohamad Mohamad            | Atletismo                       |
| 135   | Somália (SOM)                                 | Somália                                 | Farhan Adawe               | Atletismo                       |
| 136   | Sri Lanka (SRI)                               | Sri Lanka                               | Anil Prasanna Yodha Pedige | Atletismo                       |
| 137   | Suécia (SWE)                                  | Suécia                                  | Maja Reichard              | Natação                         |
| 138   | Suíça (SUI)                                   | Suíça                                   | Sandra Graf                | Atletismo                       |
| 139   | Suriname (SUR)                                | Suriname                                | Biondi Misasi              | Atletismo                       |
| 140   | Tajiquistão (TJK)                             | Tadjiquistão                            | Romikhudo Dodikhudoev      | Atletismo                       |
| 141   | Tailândia (THA)                               | Tailândia                               | Rawat Tana                 | Atletismo                       |
| 142   | Taipé Chinês (TPE)                            | Taipé Chinesa                           | Lin Tzu-hui                | Levantamento de peso            |
| 143   | República Unida da Tanzânia (TAN)             | República Unida da Tanzânia             | Ignas Mtweve               | Atletismo                       |
| 144   | República Checa (CZE)                         | República Tcheca                        | Jiří Ježek                 | Ciclismo                        |
| 145   | República Democrática de Timor-Leste (TLS)    | República Democrática de Timor-Leste    | Antonio Mendonca           | Atletismo                       |
| 146   | Togo (TOG)                                    | Togo                                    | Aliou Bawa                 | Levantamento de peso            |
| 147   | Tonga (TGA)                                   | Tonga                                   | Ana Pela Talakai           | Atletismo                       |
| 148   | Trinidad e Tobago (TTO)                       | Trinidad e Tobago                       | Akeem Stewart              | Atletismo                       |
| 149   | Tunísia (TUN)                                 | Tunísia                                 | Hania Aidi                 | Atletismo                       |
| 150   | Turcomenistão (TKM)                           | Turcomenistão                           | Sergey Meladze             | Levantamento de peso            |
| 151   | Turquia (TUR)                                 | Turquia                                 | Mesme Taşbağ               | Judô                            |
| 152   | Ucrânia (UKR)                                 | Ucrânia                                 | Margaryta Pryvalykhina     | Voleibol sentado                |
| 153   | Uganda (UGA)                                  | Uganda                                  | David Emong                | Atletismo                       |
| 154   | Uruguai (URU)                                 | Uruguai                                 | Henry Borges               | Judô                            |
| 155   | Uzbequistão (UZB)                             | Uzbequistão                             | Doniyor Saliev             | Atletismo                       |
| 156   | Venezuela (VEN)                               | Venezuela                               | Sol Rojas                  | Atletismo                       |
| 157   | Vietnã (VIE)                                  | Vietnã                                  | Nguyễn Thành Trung         | Natação                         |
| 158   | Ilhas Virgens Americanas (ISV)                | Ilhas Virgens Americanas                | Ivan Espinosa              | Atletismo                       |
| 159   | Zimbabwe (ZIM)                                | Zimbábue                                | Takudzwa Gwariro           | Remo                            |
| 160   | Brasil (BRA)                                  | Brasil                                  | Shirlene Coelho            | Atletismo                       |